# Lukeny Moço
Lukeny Moço, pseudonimo di Belchior TekaTeka Moço (Luanda, 18 settembre 1999), è un cantante angolano.

## Biografia
La sua popolarità è iniziata nel 2018 con la canzone Deixou Dor dal suo primo album con lo stesso titolo, pubblicato nel 2019.
Lukeny, noto anche come Lurhany, ha vinto il disco d'oro al concorso radiofonico fmafro.
Nel 2019, Lukeny è stato insignito del premio come miglior artista di Kizomba, un genere musicale angolano, agli Angola Music Awards.
La sua musica ha fortemente enfatizzato i ritmi, le melodie e le danze africane.

## Discografia
- 2022 – Deixou Sor
- 2019 – Sonhei com ela
- 2024 –  Diz se vens[7]